# Колхозне (Сахалінська область)
Колхозне (рос. Колхозное) — село у Невельському міському окрузі Сахалінської області Російської Федерації.
Населення становить 363 особи (2013).

## Історія
З 1905 по 3 вересня 1945 року у складі губернаторства Карафуто Японії, відтак у складі Невельського міського округу Сахалінської області.

## Населення
| 2002 | 2010 | 2013 |
| ---- | ---- | ---- |
| 394  | ↘371 | ↘363 |